# 薩特基內茲鄉
45°56′N 21°02′E / 45.933°N 21.033°E
薩特基內茲鄉（羅馬尼亞語：Comuna Satchinez, Timiș），是羅馬尼亞的鄉份，位於該國西部，由蒂米什縣負責管轄，面積111平方公里，海拔高度98米，2002年人口4,732，人口密度每平方公里43人。